# Луї Жаколіо
Луї Жаколіо (фр. Louis Jacolliot; повне ім'я — Луї-Франсуа Жаколіо / фр. Louis-François Jacolliot; * 31 жовтня 1837, Шароль, Сона і Луара, Франція — 30 жовтня 1890, Сен-Тібо-де-Вінь, Сена і Марна, Франція) — французький письменник, мандрівник, етнограф, колоніальний суддя і викладач; один з найяскравіших авторів французького пригодницького роману.

## Біографія
Луї-Франсуа Жаколіо народився 31 жовтня 1837 року в Шаролі (Сона і Луара, Франція).
Тривалий час жив в Океанії (на острові Таїті) та Індії в період 1865⁣ — ⁣69 років. Подорожував Індокитаєм та Америкою, обіймав судові посади у французьких колоніальних володіннях.
Після повернення до Франції Луї Жаколіо описав свої і почуті пригоди в численних книгах «Подорож в країну баядерок» (1873), «Подорож до країни слонів» (1876), «Факіри-чарівники» (1880) і багато інших.
Луї Жаколіо помер 30 жовтня 1890 року в Сен-Тібо-де-Вінь (Сена і Марна, Франція).

## Творчість
Луї Жаколіо по праву вважається одним із найяскравіших представників французького пригодницького роману.
Для автора були характерні два типи романів: суто пригодницький (наприклад, «Грабіжники морів»), і романи, що рясніють науково-популярними відомостями, подеколи такими, що відходять від канви загальної оповіді (наприклад, трилогія «Берег слонової кістки», «Берег чорного дерева», «Піщане місто»).
Цілий ряд своїх книг Луї Жаколіо присвятив етнографічним питанням і порівняльному вивченню індійської релігії та міфології. В подорожніх нарисах і захоплюючих пригодницьких романах «Пожирачі вогню» (1887), «У нетрях Індії» (1888), «Загублені в океані» (1893) та інших Жаколіо проявив своє співчуття до пригноблених народів і навіть удався до несміливої критики англійських, португальських і французьких колонізаторів.
Романи Луї Жаколіо користувалися широкою популярністю в царській Росії, де в 1910 році було видано відразу 18 томів його творів у перекладі російською.
Однак в СРСР книги Луї Жаколіо були піддані негласній забороні, імовірно як соціально шкідливі, відтак з 1928 по 1989 рік не видавалися. Єдиним винятком став роман «Берег чорного дерева та слонової кістки», який вийшов у 1958 році, однак і він до 1989 року більше не перевидавався. Разом з тим, за «УРЕ» серед творів Л. Жаколіо є такі, що «пройняті співчуттям до поневолених народів і критикою колонізаторів».
Бібліографія:
- La Devadassi (1868)
- La Bible dans l'Inde, ou la Vie de Iezeus Christna (1869)
- Les Fils de Dieu (1873)
- Christna et le Christ (1874)
- Histoire des Vierges. Les Peuples et les continents disparus (1874)
- La Genèse de l'Humanité. Fétichisme, polythéisme, monothéisme (1875)[or (1879)?]
- Le Spiritisme dans le monde (1875)
- Les Traditions indo-asiatiques (1876)
- Les Traditions indo-européennes et africaines (1876)
- Le Pariah dans l'Humanité (1876)
- Les Législateurs religeux: Manou, Moïse, Mahomet (1876)
- La Femme dans l'Inde (1877)
- Rois, prêtres et castes (1877)
- L'Olympe brahmanique. La mythologie de Manou (1881)
- Fakirs et bayadères (1904)
- Voyage au pays des Bayadères (1873)
- Voyage au pays des perles I (1874)
- Voyage au pays des éléphants II (1876)
- Second voyage au pays des éléphants III (1877)
- Voyage aux ruines de Golconde et à la cité des morts — Indoustan I (1875)
- Voyage au pays des brahmes II (1878)
- Voyage au pays du Hatschisch III (1883)
- Voyage au pays de la Liberté : la vie communale aux États-Unis (1876)
- Voyage aux rives du Niger, au Bénin et dans le Borgou I (1879)
- Voyage aux pays mystérieux. Du Bénin au pays des Yébous ; chez les Yébous — Tchadé II (1880)
- Voyage au pays des singes III (1883)
- Voyage au pays des fakirs charmeurs (1881)
- Voyage au pays des palmiers (1884)
- Voyage humoristique au pays des kangourous I (1884)
- Voyage dans le buisson australien II (1884)
- Voyage au pays des Jungles. Les Femmes dans l'Inde (1889)
- Trois mois sur le Gange et le Brahmapoutre. Ecrit par Madame Louis Jacolliot née Marguerite Faye (1875)
- Taïti, le crime de Pitcairn, souvenirs de voyages en Océanie (1878)
- La Côte d'Ebène. Le dernier des négriers I (1876)
- La Côte d'Ivoire. L'homme des déserts II (1877)
- La Cité des sables. El Temin III (1877)
- Les Pêcheurs de nacre IV (1883)
- L'Afrique mystérieuse I, II, III (1877) ; I, II, III, IV (1884)
- Les Mangeurs de feu (1887)
- Vengeance de forçats (1888)
- Les Chasseurs d'esclaves (1888)
- Le Coureur des jungles (1888)
- Les Ravageurs de la mer (1890)
- Perdus sur l'océan (1893)
- Les Mouches du coche (1880)
- Le Crime du moulin d'Usor (1888)
- L'Affaire de la rue de la Banque. Un mystérieux assassin (1890)
- Scènes de la vie de mer. Le capitaine de vaisseau (1890)
- Un Policier de génie. Le mariage de Galuchon (1890)
- Scènes de la vie de mer. Mémoires d'un lieutenant de vaisseau (1891)
- L'Affaire de la rue de la Banque. Le Père Lafouine (1892)
- La vérité sur Taïti. Affaire de la Roncière (1869)
- Ceylan et les Cinghalais (1883)
- La Genèse de la terre et de l'humanité I (1884)
- Le Monde primitif, les lois naturelles, les lois sociales II (1884)
- Les Animaux sauvages (1884).